# Maarten!
Maarten! is een Nederlands opinieblad dat draait om historicus Maarten van Rossem. Het blad verscheen in 2008 oorspronkelijk als een eenmalige uitgave, maar groeide uit tot een kwartaalblad met opiniërende en informatieve artikelen. Volgens mede-hoofdredacteur Bas Kromhout weerspiegelt de toon van het blad Van Rossems wereldvisie: die van een ouderwetse sociaaldemocraat met consistente opvattingen en een relativerende stijl.

## Geschiedenis
Maarten! verscheen op 3 juli 2008 als een eenmalige glossy. Het idee om de uitgave te presenteren als een parodie op de toenmalige trend van personalitymagazines, zoals LINDA., kwam van Frans Smits, eindredacteur van het Historisch Nieuwsblad. Van Rossem vervulde daar op dat moment de rol van gasthoofdredacteur. Samen traden zij op als mede-hoofdredacteur van het tijdschrift, waarbij Van Rossem actuele onderwerpen selecteerde als het populisme, de Amerikaanse presidentsverkiezingen en de antirooklobby. De eerste oplage van 50.000 exemplaren was binnen een maand uitverkocht, waarop de uitgever besloot tot een herdruk van 25.000 stuks.
Het tweede nummer verscheen in juni 2009 en had de Verenigde Staten als centraal thema. In dit nummer werden Paul Verhoeven, Abram de Swaan, Max Westerman en Sylvia Witteman ondervraagd over hun ‘Amerikagevoel’, waren er columns van H.J.A. Hofland en Hans Maarten van den Brink, een lijst van Van Rossems favoriete Amerikaanse films en een verslag van een gesprek tussen hem en Ben Bot. Het derde nummer, dat in het najaar verscheen, ging hoofdzakelijk over Nederland en zijn al dan niet vermeende identiteit.
In 2010 volgde de lancering als tweemaandelijks opinieblad. Het eerste exemplaar werd door Van Rossem overhandigd aan D66-voorman Alexander Pechtold. Dit nummer stond in het teken van de aanstaande Tweede Kamerverkiezingen en introduceerde de rubriek Ergernissen, waarin Van Rossem samen met zijn broer Vincent en zus Sis terugkerende frustraties bespraken.
In 2016 werd de verschijningsfrequentie teruggebracht tot vier edities per jaar. Nadat Smits in 2017 onverwachts kwam te overlijden, nam Annemarie Lavèn het mede-hoofdredacteurschap op interim-basis over. In 2022 werd Bas Kromhout benoemd tot deze positie, alsmede het hoofdredacteurschap van het Historisch Nieuwsblad.
In 2019 werden de tijdschriften van Veen Media, waaronder Maarten!, verkocht aan de Rotterdamse investeerder Shatho Beheer. De uitgaven werden ondergebracht bij F&L Media, dat eerder al tot dezelfde holding was gaan behoren.

## Kritiek en ontvangst
In een recensie in Trouw werd de poging tot parodie van het eerste nummer als halfslachtig bestempeld: het blad zou “hinken op twee gedachten” door enerzijds te claimen inhoudelijk te zijn, maar anderzijds sterk om Van Rossem zelf te draaien. De recensent stelde dat Van Rossem zichzelf “net iets te serieus” nam, en dat sommige bijdragen, zoals het dossier over populisme, te schools overkwamen.
Hans Beerekamp prees het tweede nummer in de NRC als een “echte glossy met inhoud” en sprak zijn belangstelling uit voor het aangekondigde herfstnummer: “Ik lees het graag.”
Bladendokter Rob van Vuure noemde Maarten! in 2017 in de Volkskrant een nicheblad dat slaagt door zichzelf te blijven, en prees het juist omdat het “in geen enkel opzicht te vergelijken is met LINDA.” Volgens hem hoor je “Van Rossems sonore stem door het hele blad”.

## Oplage
Totaal betaalde gerichte oplage volgens HOI, Instituut voor Media Auditing
- 2010: 22.608
- 2011: 19.857
- 2012: 20.231
- 2013: 13.709
- 2014: 14.436
- 2015: 15.532
- 2016: 16.406
- 2017: 13.639
- 2018: 12.333